# Great Bedwyn
Great Bedwyn är en ort och civil parish i Storbritannien.   Den ligger i grevskapet Wiltshire och riksdelen England, i den södra delen av landet, 100 km väster om huvudstaden London. Great Bedwyn ligger 125 meter över havet och antalet invånare är 1 347.
Terrängen runt Great Bedwyn är huvudsakligen platt. Great Bedwyn ligger nere i en dal. Runt Great Bedwyn är det ganska tätbefolkat, med 80 invånare per kvadratkilometer. Närmaste större samhälle är Newbury, 19,3 km öster om Great Bedwyn. Trakten runt Great Bedwyn består till största delen av jordbruksmark.